# آيت زيري (آيت ميحيا)
آيت زيري هو دُوَّار يقع بجماعة تبانت، إقليم أزيلال، جهة بني ملال خنيفرة في المملكة المغربية. ينتمي الدوّار لمشيخة آيت ميحيا التي تضم 5 دواوير. يقدر عدد سكانه بـ 689 نسمة حسب الإحصاء الرسمي للسكان والسكنى لسنة 2004.

## وصلات خارجية
- البوابة الوطنية للجماعات الترابية
- المندوبية السامية للتخطيط